# Zamek w Krasnymstawie

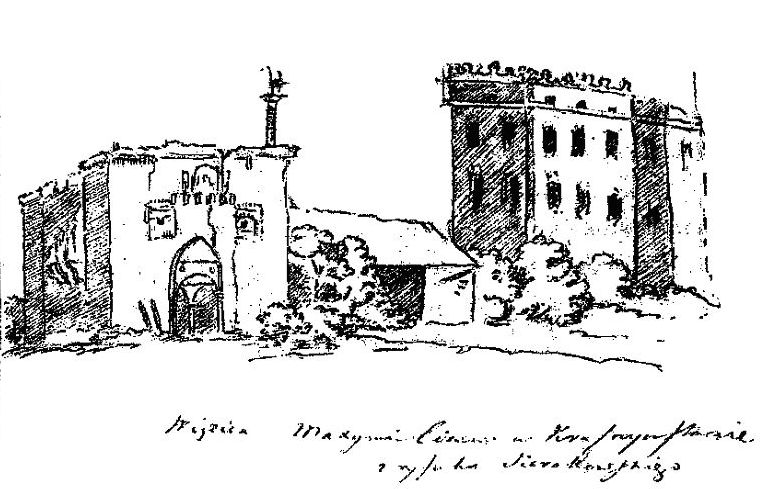
Ruiny zamku w XIX wieku na rysunku Sierakowskiego

Zamek w Krasnymstawie – zamek w Krasnymstawie w województwie lubelskim. Zniszczony w połowie XVII wieku, ostatecznie rozebrany w 1824 roku.
Gośćmi zamku byli m.in. królowie Polski: Władysław Jagiełło i Stanisław August Poniatowski.

## Historia
Zamek w Krasnymstawie został zbudowany w XIV wieku przez Kazimierza Wielkiego nad brzegiem Wieprza w odległości około 700 metrów na południe od drewnianego ruskiego grodu (dzisiejsza północno-wschodnia część miasta, okolice obecnego amfiteatru), w rejonie miejsca przeprawy przez rzekę. Dla zabezpieczenia fos zamkowych w razie opadnięcia poziomu Wieprza wykopano staw, który nazwano Krasnym Stawem; w późniejszym okresie nazwa stawu stała się także nazwą miasta, pierwotnie zwanego Szczekarzowem.
W ciągu wieków zamek był wielokrotnie niszczony przez najeźdźców (Tatarów, Szwedów, Kozaków), odbudowywany i rozbudowywany. W 1588 roku przebywał w nim przez rok pod strażą Marka Sobieskiego arcyksiążę Maksymilian III Habsburg, wzięty do niewoli w bitwie pod Byczyną; odwiedzał go tu kanclerz wielki koronny i hetman wielki koronny Jan Zamoyski, zwycięzca spod Byczyny. Wieża, w której osadzono Maksymiliana Habsburga, była odtąd zwana Wieżą Maksymilianowską.
W połowie XVII wieku zamek został częściowo zniszczony, ale stopniowo zaczęto go remontować. W lustracji z lat 1661-65 zamek opisano tak:

nad rzeką Wieprzem murem wkoło obwiedziony. Brama jest z przyjazdu Maksymilianowską nazwana, w której było izdeb 2 i komnat 2 i górne mieszkania funditius popalone i w niwecz obrócone, de novo potrzeba restaurować. Z tej bramy Maksymilianowskiej idąc drzwi do pokojów ósmi, w którech się sądy odprawowały, i te spalone i wniwecz obrócone. Ganki dookoła i baszt 3 i te popalone. W samym murze zamek, w którym są na dole izby: stołowa i drugie pokojowe z komnatami, alkierzami; także i górne takoweż izby z pokojowemi komnatami i alkierzami. Sklepy także dolne pod temiż izbami murowane. Do tych izdeb teraz piece, okna, posadzki, kominy i wszystkie necessaria preparują i gotują, bo przez ogień ten zamek był spustoszał i zrujnowany został, który WJMP starosta naprawuje. W tymże dziedzińcu izdebek 2 murowanych pod murem przy bramie drugiej. W jednej izdebce mieszkanie p. burgrabiego i komnatka, które było popalone, ale teraz nowo pobudowane. W drugiej kancelaryja i ta spalona była funditus, ale teraz nowo restaurowana.

W 1816 roku stały jeszcze dwie ściany. W 1824 roku resztki ruin rozebrano, a na fundamentach zamku zbudowano dwie stajnie dla garnizonu rosyjskiego stacjonującego w budynkach klasztoru augustianów. Materiał pochodzący z rozbiórki wykorzystywano do odbudowy miasta po pożarze w 1811 roku.

## Relikty
W latach 70. XX wieku część dawnego terenu zamku uległa zniszczeniu w trakcie budowy amfiteatru; na pozostałej części prowadzono w latach 1984, 1985 i 1998 badania archeologiczne, w których trakcie odkryto pozostałości wału ziemnego otaczającego zamek od wschodu oraz fragmenty muru ogrodzeniowego zbudowanego z opoki i cegieł łączonych zaprawą wapienno-piaskową. Na podstawie tych badań można sądzić, że zamek otoczono pierścieniem wałów i fos oraz podwójnym murem obronnym w pierwszej połowie XVI wieku, natomiast XVIII wieku dobudowano górną partię muru ogrodzeniowego.
Z zamku zachowały nieliczne elementy architektoniczne, rozproszone w różnych miejscach:
- kilka fragmentów nadproży wydobytych z Wieprza, przechowywanych w Muzeum Regionalnym w Krasnymstawie
- fragment późnogotyckiego portalu wmontowanego w narożnik pałacu biskupiego w Krasnymstawie przy kościele św. Franciszka
- nadproże jednej z bram zamkowych przewiezione przez księżnę Izabelę Czartoryską do Puław